# 勃蘭登堡門 (加里寧格勒)

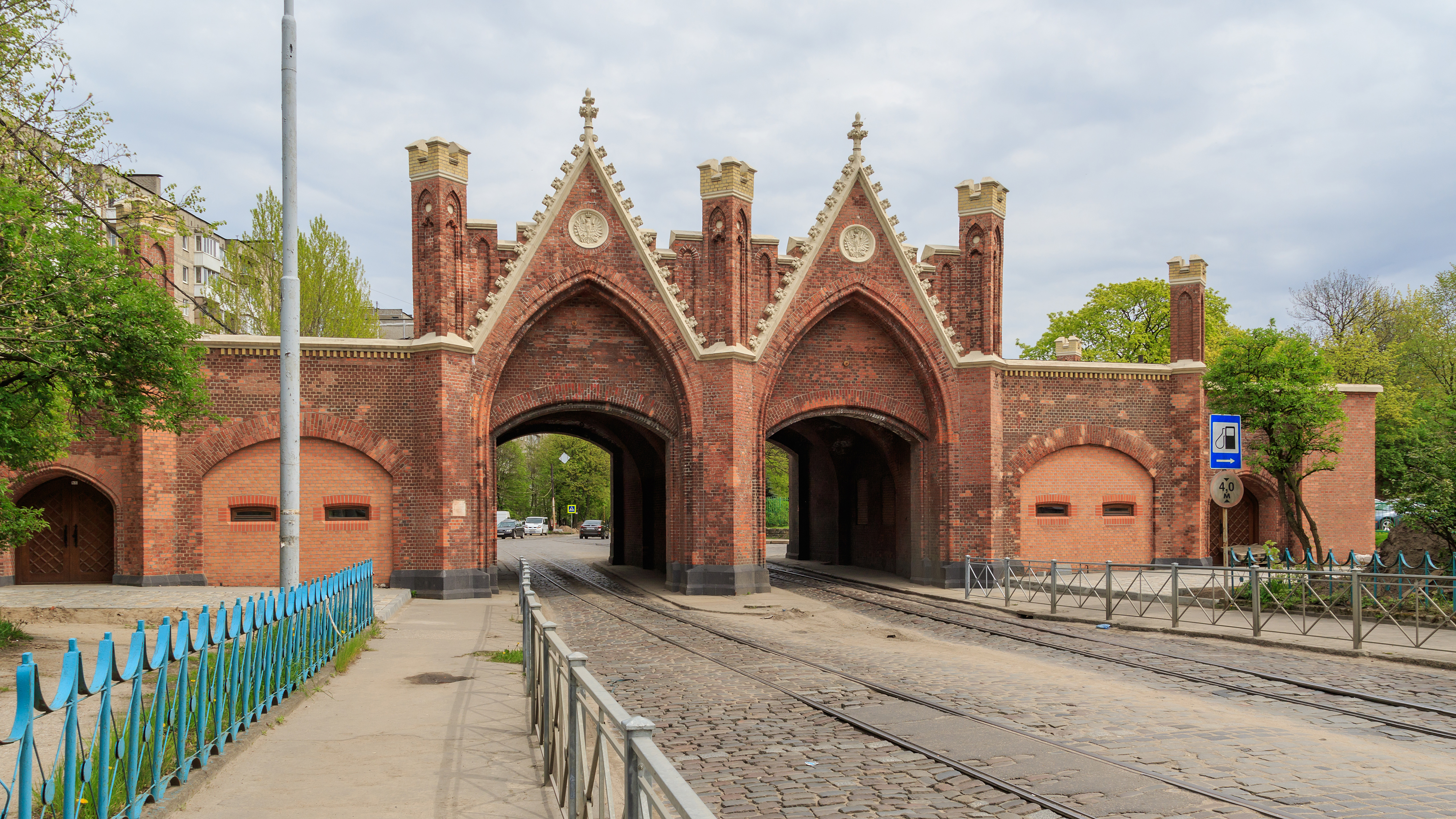
勃蘭登堡門

勃蘭登堡門（俄语：Бранденбургские ворота）是俄羅斯城市加里寧格勒的七座現存城門之一，也是加里寧格勒唯一現在仍在使用的城門。勃蘭登堡門興建於19世紀中期。

## 外部連結
54°41′50.22″N 20°29′41.11″E / 54.6972833°N 20.4947528°E